# Kleines Moor bei Sothel
Das Kleine Moor bei Sothel ist ein Naturschutzgebiet in der niedersächsischen Gemeinde Scheeßel im Landkreis Rotenburg (Wümme).

## Allgemeines
Das Naturschutzgebiet mit dem Kennzeichen NSG WE 322 ist etwa 68 Hektar groß. Es ist nahezu deckungsgleich mit dem FFH-Gebiet „Sotheler Moor“. Das Gebiet steht seit dem 1. März 2018 unter Naturschutz. Zuständige untere Naturschutzbehörde ist der Landkreis Rotenburg (Wümme).

## Beschreibung
Das Naturschutzgebiet liegt nordwestlich von Scheeßel. Es stellt ein entwässertes Hochmoor unter Schutz. Das Gebiet wird überwiegend von Kiefern-Birken-Moorwald und darin eingebetteten Grünlandbereichen geprägt. In feuchteren Bereichen sind kleinflächig Wollgras-Torfmoos-Schwingrasen zu finden. Weiterhin befindet sich ein Stillgewässer innerhalb des Naturschutzgebietes. In Randbereichen des Schutzgebietes stocken teilweise Eichenwälder.
Die Moorwälder werden von Waldkiefer, Moorbirke und Sandbirke sowie Pfeifengras im Unterwuchs gebildet. Im Gebiet siedeln Rosmarinheide und Gewöhnliche Moosbeere, Torfmoose sind durch Schönes Kranzmoos, Magellans Torfmoos und Warziges Torfmoos vertreten. Das Gebiet ist Lebensraum u. a. der Libellenarten Frühe Adonislibelle, Vierfleck und Schwarze Heidelibelle.
Das Naturschutzgebiet wird über Gräben Richtung Oste entwässert. Es ist fast vollständig von landwirtschaftlichen Nutzflächen umgeben. Stellenweise grenzt es an Gräben und Wirtschaftswege.